# Kazachstan na Zimowych Igrzyskach Paraolimpijskich 2018
Kazachstan na Zimowych Igrzyskach Paraolimpijskich 2018 – występ kadry sportowców reprezentujących Kazachstan na igrzyskach paraolimpijskich w Pjongczangu w 2018 roku.
W kadrze wystąpiło sześciu zawodników: jedna kobieta i pięciu mężczyzn. Na zakończenie zmagań w Pjongczangu stworzyli dwie sztafety. Jedna zajęła 12. miejsce, wyprzedzając jedynie Brazylijczyków, natomiast druga, z mistrzem paraolimpijskim w sprincie – 6.
14 marca Aleksandr Koliadin zdobył złoty medal w rywalizacji stojącej w sprincie na 1,5 km stylem klasycznym. W finale okazał się lepszy od Japończyka Yoshihiro Nitta o 2,09 sekundy i Kanadyjczyka Marka Arendza o 2,36 sekundy.

## Medaliści
| Medal | Zawodnik           | Dyscyplina        | Konkurencja                       | Data     |
| ----- | ------------------ | ----------------- | --------------------------------- | -------- |
| złoto | Aleksandr Koliadin | Biegi narciarskie | Sprint stylem klasycznym mężczyzn | 14 marca |

## Reprezentanci

### Kobiety
| Zawodniczka       | Dyscyplina        | Konkurencja | Podgrupa | Czas    | Strata   | Miejsce | Źródło |
| ----------------- | ----------------- | ----------- | -------- | ------- | -------- | ------- | ------ |
| Żanył Bałtabajewa | Biegi narciarskie | 12 km       | LW12     | 48:51,9 | +10:36,0 | 17.     | [ 5 ]  |
| Żanył Bałtabajewa | Biegi narciarskie | Sprint      | LW12     | 4:18,53 | +48,67   | 20.     | [ 6 ]  |
| Żanył Bałtabajewa | Biegi narciarskie | 5 km        | LW12     | 22:01,1 | +5:19,1  | 20.     | [ 7 ]  |

### Mężczyźni
| Zawodnik           | Dyscyplina        | Konkurencja              | Podgrupa | Czas                                       | Strata       | Miejsce | Źródło |
| ------------------ | ----------------- | ------------------------ | -------- | ------------------------------------------ | ------------ | ------- | ------ |
| Aleksandr Gierlic  | Biathlon          | 7,5 km                   | LW6      | 20:15,0                                    | +2:18,4      | 7.      | [ 8 ]  |
| Aleksandr Gierlic  | Biathlon          | 12,5 km                  | LW6      | 40:51,3                                    | +5:26,0      | 6.      | [ 9 ]  |
| Aleksandr Gierlic  | Biathlon          | 15 km                    | LW6      | 45:04,2                                    | +6:12,0      | 7.      | [ 10 ] |
| Aleksandr Gierlic  | Biegi narciarskie | 20 km stylem dowolnym    | LW6      | 47:54,4                                    | +3:02,0      | 4.      | [ 11 ] |
| Aleksandr Gierlic  | Biegi narciarskie | Sprint stylem klasycznym | LW6      | Q: 3:49,86 (10. Q) PF: 5:09,5 (5.)         | +13,21 +19,0 | 10.     | [ 12 ] |
| Kajrat Kanafin     | Biathlon          | 7,5 km                   | B2       | 26:51,5                                    | +7:00,5      | 17.     | [ 13 ] |
| Kajrat Kanafin     | Biathlon          | 12,5 km                  | B2       | 55:58,5                                    | +16:34,8     | 14.     | [ 14 ] |
| Kajrat Kanafin     | Biathlon          | 15 km                    | B2       | 52:14,1                                    | +15:01,2     | 14.     | [ 15 ] |
| Kajrat Kanafin     | Biegi narciarskie | 20 km stylem dowolnym    | B2       | 55:56,5                                    | +9:54,1      | 11.     | [ 16 ] |
| Kajrat Kanafin     | Biegi narciarskie | Sprint stylem klasycznym | B2       | 4:19,15                                    | +51,19       | 14.     | [ 17 ] |
| Aleksandr Koliadin | Biegi narciarskie | 20 km stylem dowolnym    | LW4      | 1:00:34,7                                  | +15:42,3     | 18.     | [ 11 ] |
| Aleksandr Koliadin | Biegi narciarskie | Sprint stylem klasycznym | LW4      | 3:36,65 (1. Q) PF: 4:52,2 (1. Q) F: 4:19,7 | –            | złoto   | [ 12 ] |
| Aleksandr Koliadin | Biegi narciarskie | 10 km stylem klasycznym  | LW4      | 27:16,3                                    | +3:09,5      | 15.     | [ 18 ] |
| Denis Pietrenko    | Biegi narciarskie | 15 km                    | LW11     | 44:57,0                                    | +3:20,0      | 12.     | [ 19 ] |
| Denis Pietrenko    | Biegi narciarskie | Sprint                   | LW11     | 3:15,34                                    | +14,78       | 13.     | [ 20 ] |
| Denis Pietrenko    | Biegi narciarskie | 7,5 km                   | LW11     | 24:59,7                                    | +2:31,3      | 13.     | [ 21 ] |
| Siergiej Ussołcew  | Biathlon          | 7,5 km                   | LW12     | 27:20,9                                    | +3:31,2      | 16.     | [ 22 ] |
| Siergiej Ussołcew  | Biathlon          | 12,5 km                  | LW12     | 53:36,8                                    | +8:01,2      | 11.     | [ 23 ] |
| Siergiej Ussołcew  | Biathlon          | 15 km                    | LW12     | 55:34,8                                    | +8:37,6      | 13.     | [ 24 ] |
| Siergiej Ussołcew  | Biegi narciarskie | 15 km                    | LW12     | 45:38,2                                    | +4:01,2      | 15.     | [ 19 ] |
| Siergiej Ussołcew  | Biegi narciarskie | Sprint                   | LW12     | 3:31,63                                    | +31,07       | 25.     | [ 20 ] |
| Siergiej Ussołcew  | Biegi narciarskie | 7,5 km                   | LW12     | 26:07,7                                    | +3:39,3      | 20.     | [ 21 ] |

### Sztafety
| Zawodnik                                             | Dyscyplina        | Konkurencja                  | Czas    | Strata  | Miejsce | Źródło |
| ---------------------------------------------------- | ----------------- | ---------------------------- | ------- | ------- | ------- | ------ |
| Żanył Bałtabajewa Kajrat Kanafin Siergiej Ussołcew   | Biegi narciarskie | Sztafeta mieszana 4 x 2,5 km | 31:41,2 | +7:09,3 | 12.     | [ 25 ] |
| Aleksandr Gierlic Aleksandr Koliadin Denis Pietrenko | Biegi narciarskie | Sztafeta otwarta 4 x 2,5 km  | 24:21,2 | +1:34,6 | 6.      | [ 26 ] |